# Elizabeth Farren
Elizabeth Farren, née vers 1759 à Cork et morte le 23 avril 1829 à Knowsley Hall, est une actrice irlandaise de la fin du XVIIIe siècle. Elle apparaît pour la première fois sur la scène londonienne en 1777 au Théâtre Haymarket. Elle connaît une grande notoriété au Théâtre de Drury Lane jusqu'en 1797.

## Carrière
Son père George Farren acteur est originaire de Cork, sa mère Margaret Wright de Liverpool. À quinze ans elle monte pour la première fois sur scène aux côtés de sa mère et de ses sœurs, dans le rôle de Columbine.
Elle fait ses débuts à Londres en 1777 au Theatre Royal Haymarket, dirigé par George Colman. Elle joue le rôle de Miss Hardcastle dans She Stoops to Conquer. Sa performance est accueillie favorablement. Elle enchaîne ensuite différents rôles, toujours sous la direction de George Colman : Maria dans Murphy's Citizen, Rosetta et Miss Tittup dans Bon Ton de David Garrick, Rosina dans Spanish Barber, or the Useless Precaution qui est une adaptation du Barbier de Séville de Beaumarchais.
En septembre 1778 elle fait sa première apparition au Théâtre de Drury Lane en tant que Charlotte Rusport, dans West Indian. Elle succède en 1782 à Frances Abington et demeure la comédienne star de Drury Lane jusqu'à la fin de sa carrière en 1797. Elle continue les représentations au Haymarket et occasionnellement à Covent Garden ou encore à travers l'Angleterre.
Elle compte plus de 100 personnages dans son répertoire, dont des rôles de Shakespeare (Hermione, Olivia, Portia, Juliette). Parmi ses rôles originaux on peut noter : Lady Sash dans The Camp de Richard Brinsley Sheridan, (Drury Lane, 15 octobre 1778) ; Mme Sullen dans Separate Maintenance de George Colman (Drury Lane, 31 août 1779) ; Cecilia dans Miss Chapter of Accidents de Harriet Lee (Haymarket, 5 août 1780) ; Almeida dans Fair Circassian de Samuel Jackson Pratt (27 novembre 1781). Elle joue aussi les pièces de Hannah Cowley, Elizabeth Simpson Inchbald, John Burgoyne, Miles Peter Andrews. En 1797, elle apparaît vêtue en homme pour le rôle masculin Dick Rattler dans la pièce The Suicide, de Georges Colman.
Elizabeth Farren est considérée comme la « reine de la comédie » par Horace Walpole.
Elle fait ses adieux à la scène le 8 avril 1797. Le 1er mai de la même année elle épouse Edward Smith-Stanley, 12e comte de Derby (1752–1834). Ils ont trois enfants dont Mary Margaret Stanley, qui épouse Thomas Egerton, 2e comte de Wilton. Elle décède le 23 avril 1829.

## Postérité
Son portrait, peint par Sir Thomas Lawrence en 1790 et exposé alors à l'exposition annuelle de la Royal Academy, se trouve aujourd'hui au Metropolitan Museum of Art.
Elizabeth Farren figure sur l’œuvre de Judy Chicago, The Dinner Party réalisé en 1979. Elle fait partie des 999 femmes mythiques et historiques mentionnée dans l'installation.